# Champlan
Champlan (prononcé [ ʃɑ̃pl̥ɑ̃] ) est une commune française située à dix-huit kilomètres au sud-ouest de Paris dans le département de l’Essonne en région Île-de-France.
Partition du domaine de Palaiseau appartenant à la maison de Condé jusqu’à la Révolution, Champlan est maintenant une petite ville totalement intégrée à l’agglomération parisienne, au territoire morcelé par les axes de communication terrestres et aériens. Lieu de villégiature au XIXe siècle, duquel subsistent de riches demeures, commune agricole jusqu’aux années 1970, Champlan conserve aujourd’hui encore son caractère champêtre à proximité directe de la capitale, ce qui permet à la municipalité de revendiquer le slogan « Champlan, le pré de Paris ».
Ses habitants sont appelés les Champlanais.

## Géographie

### Situation

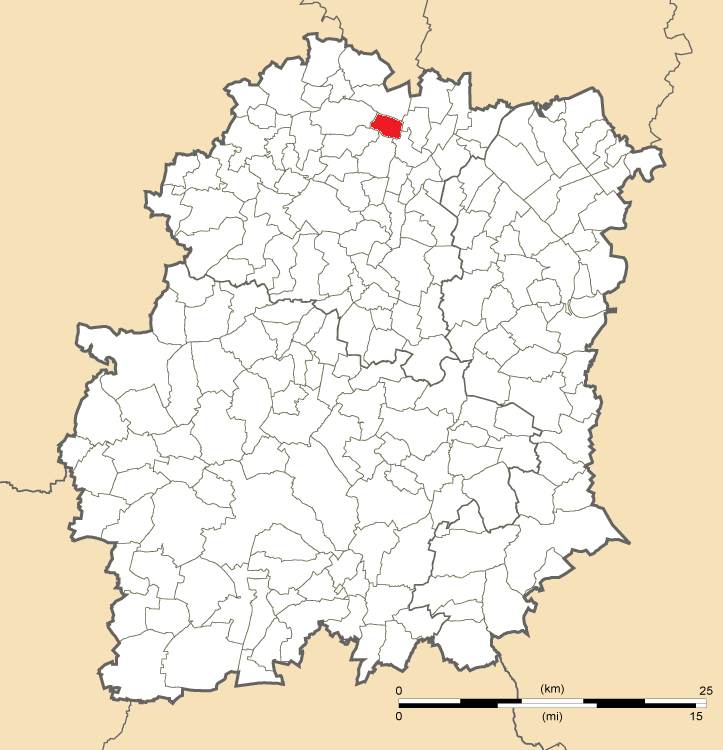
Position de Champlan en Essonne.

Champlan est située au sud de l’agglomération parisienne, au nord-ouest du département français de l’Essonne, dans la région française d’Île-de-France, au cœur de l’ancienne province du Hurepoix, aujourd’hui région naturelle. Le territoire communal occupe trois cent soixante-huit hectares entre les pays de Longjumeau à l’est, Palaiseau à l’ouest et Massy au nord, espace en pente relativement douce sur le versant gauche de la vallée de l’Yvette. Seulement 46 % du territoire est construit, 38 % étant encore occupés par les espaces agricoles en 1999 et 16 % par des espaces urbains non construits. Le territoire s’étage de cent vingt-cinq mètres au nord-ouest de la commune à seulement quarante-trois mètres au sud-ouest, à proximité du lit de la rivière. L’Institut national de l'information géographique et forestière donne les coordonnées géographiques 48°42'33" N et 02°16'31" E au point central de son territoire. L’Yvette marque la frontière sud-ouest avec la commune de Villebon-sur-Yvette puis avec Saulx-les-Chartreux, prolongée à l’est par « La Morte » qui sert de lit de secours à la rivière principale en complément d’un bassin de rétention des eaux inclus au système de prévention des crues.
Le territoire de la commune est traversé par de nombreux axes routiers, l’autoroute A10 au nord, la route nationale 20 qui parcourt l’est des espaces de cultures, la route départementale 188 qui relie Massy au Parc d'activités de Courtabœuf et en son centre, la route départementale 117, ancienne route de Versailles à Corbeil qui coupe le territoire du nord-ouest au sud-est. S’ajoute du nord à l’est l’arc formé par la ligne de Grande Ceinture entre Massy et Longjumeau, empruntée par la ligne 12 du tramway d'Île-de-France.
Champlan est située à dix-huit kilomètres au sud-ouest de la cathédrale Notre-Dame de Paris, point zéro des routes de France, quinze kilomètres au nord-ouest d’Évry, deux kilomètres à l’est de Palaiseau, huit kilomètres au nord de Montlhéry, treize kilomètres au nord-est d’Arpajon, dix-neuf kilomètres au nord-ouest de Corbeil-Essonnes, vingt-cinq kilomètres au nord-ouest de La Ferté-Alais, vingt-huit kilomètres au nord-est de Dourdan, trente-deux kilomètres au nord-est d’Étampes et trente-sept kilomètres au nord-ouest de Milly-la-Forêt.

### Hydrographie

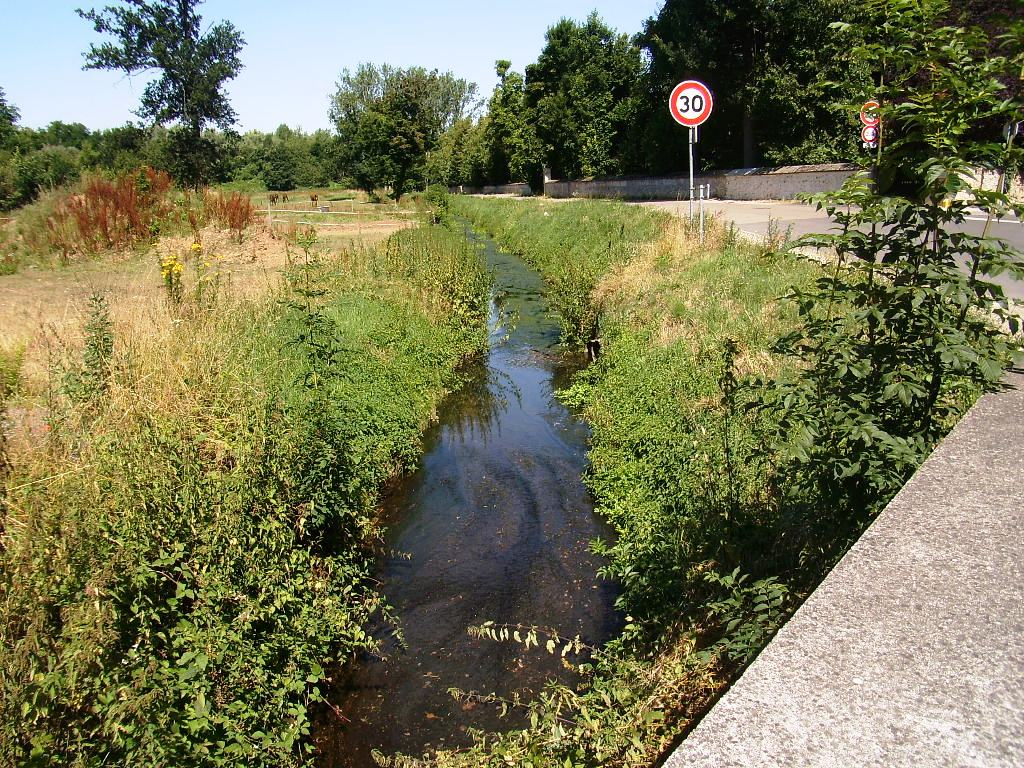
Ruisseau La Boëlle à Champlan.

Champlan est situé sur la rive gauche de la rivière l’Yvette, et de son affluent La Boëlle qui fait office de frontière au sud-ouest avec Villebon-sur-Yvette, puis avec Saulx-les-Chartreux. Elle se prolonge vers l’est par un bras mort, nommé « La Morte » qui poursuit la frontière jusque Longjumeau.

### Relief et géologie
Situé à l’extrême est du plateau de Saclay, sur le versant gauche de la vallée de l’Yvette, le territoire de la commune s’étage en une pente relativement douce, débutant à cent vingt-cinq mètres d’altitude au sommet de la butte Chaumont au nord-ouest à la frontière avec Palaiseau et Massy, pour chuter à soixante-quinze mètres en centre-ville sept cents mètres plus au sud-ouest, et atteindre les quarante-trois mètres mille cinq cents mètres plus loin dans le lit de la rivière La Morte à la frontière avec Saulx-les-Chartreux. Situé dans le Bassin parisien, le sous-sol de la commune est composé de couches successives de sable et de meulière, de marne, gypse et calcaire.

### Communes limitrophes
Le territoire de la commune occupe approximativement un rectangle, il est bordé du nord-ouest au nord par Massy, au nord-est par Chilly-Mazarin, à l’est et au sud-est par Longjumeau. Au sud et sud-ouest, l’Yvette la sépare de Saulx-les-Chartreux et Villebon-sur-Yvette, à l’ouest, elle est bordée par Palaiseau.
|                     | Massy               |                |
| Palaiseau           | Champlan            | Chilly-Mazarin |
| Villebon-sur-Yvette | Saulx-les-Chartreux | Longjumeau     |

### Voies de communication et transports
La commune est traversée par trois axes routiers ou ferroviaires importants pour la région, néanmoins, aucun n’est directement accessible. À l’extrême nord-est de la commune se trouve l’échangeur entre l’autoroute A10 et la route nationale 20. La première poursuit sa route vers l’ouest en traversant le nord du territoire de la commune, la seconde traverse la partie est en suivant son chemin vers le sud. À l’ouest de la commune passe la route départementale 188 qui assure la liaison entre Massy, le parc d'activités de Courtabœuf et Les Ulis. Au centre, la commune est traversée d’ouest en est par la route départementale 117, ancienne route de Versailles à Corbeil-Essonnes.
Le troisième axe d’importance régionale, la voie ferrée de la Grande Ceinture, forme une courbe du nord à l’est dans son trajet entre Massy et Longjumeau. De 1892 à 1950 une gare y était implantée, qui desservait la commune, bien qu'assez éloignée de celle-ci. Depuis lors aucune gare n'était plus présente à Champlan, jusqu'à la mise en service de la ligne 12 du tramway d'Île-de-France fin 2023, qui dessert une nouvelle gare érigée au nord de la commune, et plus proche de son centre.
Au niveau de la limite entre les territoires de Champlan et de Longjumeau se trouve la gare de Longjumeau, également desservie par la ligne 12 du tramway d'Île-de-France. À deux kilomètres au nord-ouest sont situées la gare de Massy TGV et la gare de Massy - Palaiseau permettant l’interconnexion avec la ligne B et la ligne C du RER, ainsi qu'avec la Ligne V du Transilien et les réseaux nationaux TGV et Ouigo.
Un réseau d’autobus assure le transport scolaire, et un minibus permet la desserte du centre commercial Villebon 2 pour les personnes non véhiculées. La ligne de bus 199 du réseau de bus RATP traverse la commune en suivant la route de Versailles à Corbeil et dispose de cinq arrêts.
L’aéroport Paris-Orly n’est situé qu’à sept kilomètres au nord-est de la commune, Champlan se trouve d’ailleurs dans l’axe du couloir aérien des pistes 3 et 4. La commune est aussi situé à trente-neuf kilomètres de l’aéroport Paris-Charles-de-Gaulle et treize kilomètres au sud-ouest de l’aéroport de Toussus-le-Noble spécialisé en aviation de tourisme et d’affaires.

### Climat
Pour des articles plus généraux, voir Climat de l'Île-de-France et Climat de l'Essonne.
En 2010, le climat de la commune est de type climat océanique dégradé des plaines du Centre et du Nord, selon une étude du CNRS s'appuyant sur une série de données couvrant la période 1971-2000. En 2020, Météo-France publie une typologie des climats de la France métropolitaine dans laquelle la commune est exposée à un climat océanique altéré et est dans la région climatique Sud-ouest du bassin Parisien, caractérisée par une faible pluviométrie, notamment au printemps (120 à 150 mm) et un hiver froid (3,5 °C).
Pour la période 1971-2000, la température annuelle moyenne est de 11,5 °C, avec une amplitude thermique annuelle de 15,3 °C. Le cumul annuel moyen de précipitations est de 668 mm, avec 10,9 jours de précipitations en janvier et 7,8 jours en juillet. Pour la période 1991-2020, la température moyenne annuelle observée sur la station météorologique la plus proche, située sur la commune d'Épinay-sur-Orge à 5 km à vol d'oiseau, est de 11,5 °C et le cumul annuel moyen de précipitations est de 694,4 mm,. Pour l'avenir, les paramètres climatiques de la commune estimés pour 2050 selon différents scénarios d'émission de gaz à effet de serre sont consultables sur un site dédié publié par Météo-France en novembre 2022.
| Mois                                  | jan.             | fév.             | mars          | avril           | mai             | juin         | jui.           | août           | sep.            | oct.            | nov.             | déc.           | année      |
| ------------------------------------- | ---------------- | ---------------- | ------------- | --------------- | --------------- | ------------ | -------------- | -------------- | --------------- | --------------- | ---------------- | -------------- | ---------- |
| Température minimale moyenne (°C)     | 1,2              | 1,2              | 3,3           | 4,9             | 9,1             | 11,9         | 13,9           | 14,1           | 10,2            | 7,2             | 3,7              | 2,1            | 6,9        |
| Température moyenne (°C)              | 4,2              | 4,9              | 8,2           | 10,2            | 14,5            | 17,6         | 19,7           | 20,1           | 15,4            | 11,5            | 7,1              | 4,8            | 11,5       |
| Température maximale moyenne (°C)     | 7,2              | 8,8              | 13,1          | 15,6            | 20              | 23,2         | 25,5           | 26,2           | 20,7            | 15,8            | 10,5             | 7,5            | 16,2       |
| Record de froid (°C) date du record   | −17,5 17.01.1985 | −12,5 07.02.1991 | −8 08.03.1971 | −4 11.04.03     | −0,3 03.05.1967 | 1 04.06.1991 | 5,4 04.07.1984 | 4,5 31.08.1986 | 1,5 30.09.02    | −3,5 30.10.1985 | −10,5 24.11.1998 | −12 31.12.1970 | −17,5 1985 |
| Record de chaleur (°C) date du record | 17,2 30.01.1973  | 21 24.02.1990    | 26 29.03.1989 | 28,5 30.04.1994 | 30,5 13.05.1998 | 36 26.06.01  | 37 21.07.1995  | 40,5 12.08.03  | 32,8 05.09.1973 | 29,5 01.10.1985 | 24,5 15.11.1971  | 17 21.12.1973  | 40,5 2003  |
| Précipitations (mm)                   | 57,5             | 50,8             | 51,4          | 48,6            | 64,2            | 57,1         | 55,9           | 65             | 49,8            | 59,7            | 61,3             | 73,1           | 694,4      |

## Urbanisme

### Typologie
Au 1er janvier 2024, Champlan est catégorisée grand centre urbain, selon la nouvelle grille communale de densité à sept niveaux définie par l'Insee en 2022.
Elle appartient à l'unité urbaine de Paris, une agglomération inter-départementale regroupant 407  communes, dont elle est une commune de la banlieue,,. Par ailleurs la commune fait partie de l'aire d'attraction de Paris, dont elle est une commune du pôle principal,. Cette aire regroupe 1 929 communes,.

### Occupation des sols simplifiée
Le territoire de la commune se compose en 2017 de 35,63 % d'espaces agricoles, forestiers et naturels, 15,94 % d'espaces ouverts artificialisés et 48,44 % d'espaces construits artificialisés.

### Lieux-dits, écarts et quartiers
La commune, peu étendue, ne dispose pas de quartiers distincts. La plupart des constructions sont concentrées en centre-ville, autour de la mairie ou plus bas, de l’église. À l’ouest, à proximité de Palaiseau, de nouveaux lotissements pavillonnaires sont bâtis. À l’est et au nord, les zones d’activités La Bonde et Le Chemin Blanc sont en partie sur le territoire de la commune.

## Toponymie
Le nom de la localité est attesté sous la forme Pladanum et Campus Pladani en 670, Campiplatum en 863 (charte de Charles II le Chauve), Champelant au XIe siècle (titres de propriété du prieuré de Longpont), Champlant en 1151, Campus planus en 1218, Campiplantum au XIIIe siècle, E. de Campis plantu en 1458, Campi planctus au XVIe siècle, Champlan au XVIIIe siècle (Carte de Cassini).
Il s'agit d'une formation toponymique médiévale en Champ- (gallo-roman CAMPU, issu du latin campus « champ »), pour laquelle l'identification du second élément -plan pose problème.
Albert Dauzat et Charles Rostaing rapprochent ce toponyme de Champlain, mais ne citent aucune forme ancienne. Ils considèrent le second élément -plan comme obscur et évoquent sans conviction l'adjectif latin planus (comprendre le gallo-roman PLANU) et l'ancien français plain « en plaine ». Ernest Nègre qui ne cite pas de forme ancienne non plus, leur emboite le pas, tout en précisant qu'il s'agit du terme d’oïl champ, suivi de plan « plat » qui est la modernisation de plain.
Les formes les plus anciennes s'opposent cependant à ces interprétations. La première Campus Pladani suggère un « champ des platanes », le [t] étant régulièrement devenu [d] à l'intervocalique, puis il s'est amuï en ancien français d'où -plan (plane étant l'ancien nom du platane qui s'est conservé en anglais). La seconde Campiplatum résulte d'une confusion avec le latin platum « plat », mais ne peut être pour des raisons phonétiques, l'étymologie de -plan, en effet le n régulier dans les autres formes anciennes et dans la forme moderne s'y oppose, il s'agit donc d'une mauvaise latinisation. La forme Champlant du XIe siècle suivantes montrent une attraction du mot plant déverbal de planter, dont la forme moderne plan résulte d'une confusion avec plan « plat ».

## Histoire

### Origines
Le site de Champlan est occupé de manière attestée depuis 500 av. J-C par les peuples gaulois et notamment les Parisii, occupation renforcée par la construction d’un oppidum gallo-romain. Des vestiges du Néolithique ont été découverts lors de fouilles d’archéologie préventive en 1967, notamment un habitat de la Tène III.
La première mention du nom Campiplatum est citée dans une charte de Charles II le Chauve en 863.

### Ville dépendante

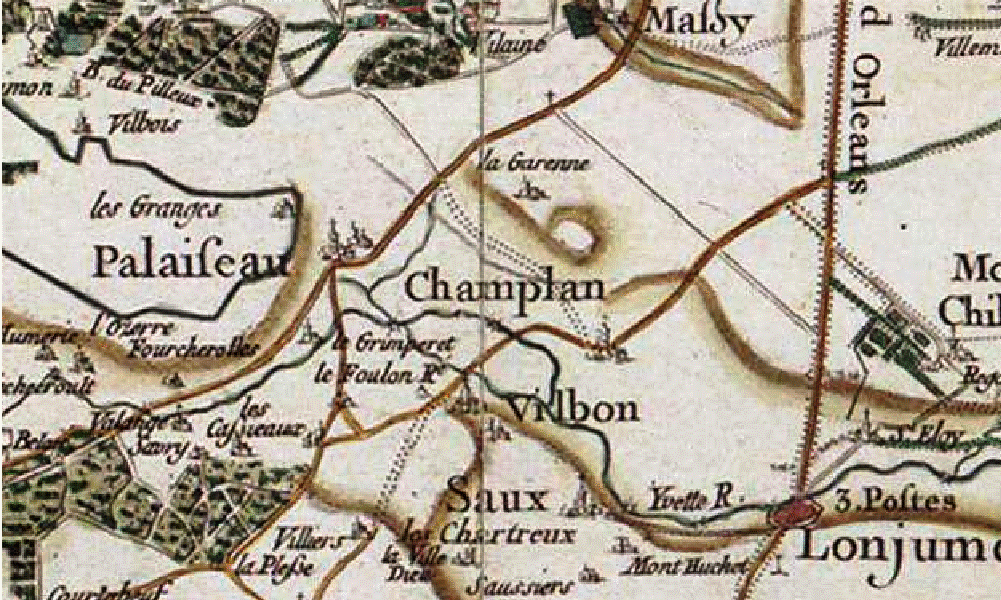
Carte de « Champlan » selon Cassini.

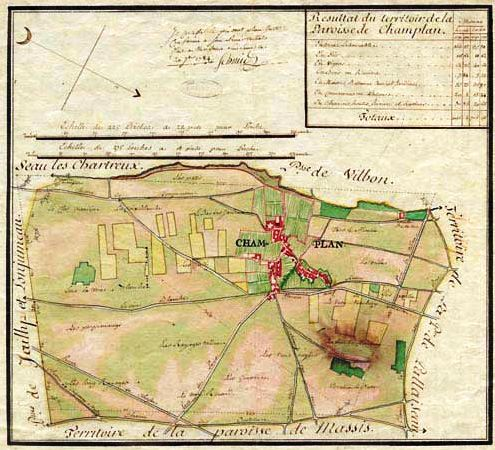
Plan d’intendance de la paroisse de Champlan en 1784.

Au XIIe siècle, la ville fut attribuée aux moines bénédictins de Longpont, rattachés à l’abbaye de Saint-Germain-des-Prés. Cette donation fut confirmée par une bulle du pape Eugène III en 1151. Après avoir bâti l’église, les religieux s’implantent un peu plus en 1324 par l’achat du manoir à proximité, avant que le domaine ne soit intégré à la châtellenie de Montlhéry dépendante de la prévôté de Paris.
En 1577, par son mariage avec Catherine des Ursins, Claude d’Harville devint seigneur de Palaiseau et de Champlan. En 1636, leur petit-fils François des Ursins d’Harville était toujours seigneur de Champlan. En 1652, durant la Fronde, les troupes royales commandées par le maréchal de Turenne campèrent à Champlan mais pillèrent la ville et l’église. En 1687, Michel Chamillart, futur contrôleur général des finances et secrétaire d’État de Louis XIV s’installa dans une demeure de la ville.
En 1701, à la mort de François d’Harville sans descendance masculine, le domaine, toujours lié à Palaiseau, revint à son gendre Nicolas-Simon Arnauld de Pomponne, fils du diplomate Simon Arnauld de Pomponne. En 1758, le domaine fut vendu par ses petits-enfants au roi Louis XV. Mais le 15 octobre 1760, le roi profitant de la succession de mademoiselle de Sens échangea les terres de Palaiseau et Champlan contre le comté de Charolais. Elle avait offert le mobilier en bois de l’église. En 1765, c’est le Prince de Bourbon-Condé qui hérita des deux domaines, qu’il conserva jusqu’à la Révolution. En 1768 fut construite la première école de la ville.

### Histoire moderne
En 1793, l’écrivaine Sophie Cottin s’installa dans la commune. Après être passée entre les mains de Georges Ribot (fils de l’académicien et sénateur du Pas-de-Calais Alexandre Ribot), la demeure de Bonneval fut vendue en 1828 à Jean-Bernard Baradère, conseiller d’État. Durant la guerre de 1870, les Prussiens occupèrent le territoire et pillèrent la ville. La commune s’équipa d’un lavoir, puis au début du XXe siècle d’une mairie.
Au début du siècle dernier, la ligne de la grande ceinture de Paris coupa le territoire en deux, vite rejointe entre 1970 et 1972 par l’autoroute A10 au nord. Le 1er janvier 1968, après le démembrement du département de Seine-et-Oise, Champlan fut intégrée au nouveau département français de l’Essonne et abandonna son ancien code postal, le 78136. Entre 1969 et 1970 fut construite la résidence HLM expérimentale « Toit et Joie ». En 1976, la municipalité acquit la propriété Chamillart-Gravelin pour en faire un parc public et une salle polyvalente.
En 2007, la commune intégra la Communauté d'agglomération Europ'Essonne.
Début 2015, le permis d'inhumer un nourrisson, décédé dans la nuit du 25 au 26 décembre 2014, et appartenant à la communauté rom, n'est pas délivré, ce qui provoque une polémique.
Avec près de 520 000 véhicules par jour sur les voies routières avoisinantes, quatre cents mouvements aériens engendrés par la proximité de l’aéroport Paris-Orly, deux usines d’incinération dans les communes limitrophes, plusieurs lignes à haute tension traversant le territoire, Champlan a hérité du titre peu envieux de « ville la plus polluée d’Île-de-France ».

## Politique et administration

### Politique locale
La commune de Champlan est rattachée au canton de Longjumeau, intégrée à la quatrième circonscription de l'Essonne.

### Budget en 2009
La commune disposait en 2009 d’un budget de 5 451 000 €, répartis en 4 707 000 € de fonctionnement et 744 000 € d’investissement, financés pour 19,82 % par les impôts locaux, la même année la dette communale s’élevait à 997 000 €. Cette même année, les taux d’imposition s’élevaient à 7,88 % pour la taxe d'habitation, 9,90 et 29,50 % pour la taxe foncière sur le bâti et le non-bâti et 11,18 % pour la taxe professionnelle fixée par l’intercommunalité. La commune disposait en 2009 sur son territoire de soixante-quinze logements sociaux gérés par la société Toit et Joie, ce qui ne représente que 7,46 % du parc totale, loin de l’objectif fixé par la loi relative à la solidarité et au renouvellement urbains.

### Intercommunalité
La commune adhérait jusqu'au 1er janvier 2016 à la communauté d'agglomération Europ'Essonne, depuis date à la Communauté d'agglomération Paris-Saclay dont les compétences comprennent le développement économique. La commune adhère également au SIAHVY pour la sauvegarde et l’aménagement de la vallée de l’Yvette, au SIEI pour l’accompagnement des enfants inadaptés et au SIOM pour le traitement des ordures ménagères.

### Liste des maires
Trente maires se sont succédé à la tête de la commune de Champlan depuis l’élection du premier en 1790 :

### Tendances et résultats politiques
La vie politique de Champlan est partagée, avec des résultats de scrutins suivant les grandes tendances nationales. Les dernières échéances ont vu la victoire de la droite dans des proportions comparables au reste du pays, respectivement 53,79 % à la présidentielle et 57,08 % aux législatives pour 53,06 % et 49,13 % en France. En 2002, les électeurs champlanais ont même renforcé la tendance nationale de vote en faveur de l’extrême droite à la présidentielle avec 18,81 % des voix accordées à Jean-Marie Le Pen contre seulement 15,04 % sur le département et 17,79 % en France. De même en 2004, la population champlanaise a suivi la mouvance nationale en accordant 26,04 % des voix à la gauche d’Harlem Désir lors de l’élection européenne, conformément au 25,04 % obtenus sur la circonscription d’Île-de-France ou au 27,26 % obtenus en Essonne. Cette victoire de la gauche s’est retrouvée la même année pour l’élection régionale, le candidat socialiste l’emportant à Champlan avec 50,11 % des voix, comme sur la région avec 49,16 % ou sur le département avec 51,31 %. Enfin, lors du référendum de 2005, la population de la ville marqua encore plus fortement que l’ensemble des français son rejet du texte avec 56,69 % des voix contre, soit deux points de plus que le résultat national, et dix points de plus que le résultat régional. Au niveau local, la commune n’ayant pas atteint le palier des 3 500 habitants, les électeurs votent encore au scrutin majoritaire plurinominal.

#### Élections présidentielles, résultats des deuxièmes tours
- Élection présidentielle de 2002 : 81,19 % pour Jacques Chirac (RPR), 18,81 % pour Jean-Marie Le Pen (FN), 75,34 % de participation[66].
- Élection présidentielle de 2007 : 53,79 % pour Nicolas Sarkozy (UMP), 46,21 % pour Ségolène Royal (PS), 81,62 % de participation[67].
- Élection présidentielle de 2012 : 52,08 % pour Nicolas Sarkozy (UMP), 47,92 % pour François Hollande (PS), 82,02 % de participation[68].

#### Élections législatives, résultats des deuxièmes tours
- Élections législatives de 2002 : 55,13 % pour Pierre-André Wiltzer (UMP), 44,87 % pour Marianne Louis (PS), 53,63 % de participation[69].
- Élections législatives de 2007 : 57,08 % pour Nathalie Kosciusko-Morizet (UMP), 42,92 % pour Olivier Thomas (PS), 52,32 % de participation[70].
- Élections législatives de 2012 : 53,41 % pour Nathalie Kosciusko-Morizet (UMP), 46,59 % pour Olivier Thomas (PS), 54,22 % de participation[71].

#### Élections européennes, résultats des deux meilleurs scores
- Élections européennes de 2004 : 26,04 % pour Harlem Désir (PS), 15,09 % pour Patrick Gaubert (UMP), 38,63 % de participation[72].
- Élections européennes de 2009 : 26,64 % pour Michel Barnier (UMP), 17,71 % pour Harlem Désir (PS), 38,56 % de participation[73].

#### Élections régionales, résultats des deux meilleurs scores
- Élections régionales de 2004 : 50,11 % pour Jean-Paul Huchon (PS), 35,00 % pour Jean-François Copé (UMP), 59,96 % de participation[74].
- Élections régionales de 2010 : 53,20 % pour Jean-Paul Huchon (PS), 46,80 % pour Valérie Pécresse (UMP), 45,92 % de participation[75].

#### Élections cantonales, résultats des deuxièmes tours
- Élections cantonales de 2001 : données manquantes.
- Élections cantonales de 2008 : 41,82 % pour Dominique Fontenaille (DVD) élu au premier tour, 34,47 % pour Thomas Chaumeil (PS), 64,10 % de participation[76].

#### Élections municipales, résultats des deuxièmes tours
- Élections municipales de 2001 : données manquantes.
- Élections municipales de 2008 : 443 voix pour Olivier Bughin (?), 438 voix pour Jean-Michel Rey (?), 69,06 % de participation[77].

#### Référendums
- Référendum de 2000 relatif au quinquennat présidentiel : 71,02 % pour le Oui, 28,98 % pour le Non, 25,75 % de participation[78].
- Référendum de 2005 relatif au traité établissant une Constitution pour l’Europe : 56,69 % pour le Non, 43,31 % pour le Oui, 66,27 % de participation[79].

## Population et société

### Démographie

#### Évolution démographique
L'évolution du nombre d'habitants est connue à travers les recensements de la population effectués dans la commune depuis 1793. Pour les communes de moins de 10 000 habitants, une enquête de recensement portant sur toute la population est réalisée tous les cinq ans, les populations de référence des années intermédiaires étant quant à elles estimées par interpolation ou extrapolation. Pour la commune, le premier recensement exhaustif entrant dans le cadre du nouveau dispositif a été réalisé en 2007.

En 2022, la commune comptait 2 606 habitants, en évolution de −6,8 % par rapport à 2016 (Essonne : +2,89 %, France hors Mayotte : +2,11 %).
| 1793 | 1800 | 1806 | 1821 | 1831 | 1836 | 1841 | 1846 | 1851 |
| ---- | ---- | ---- | ---- | ---- | ---- | ---- | ---- | ---- |
| 441  | 492  | 496  | 497  | 526  | 533  | 561  | 560  | 576  |

| 1856 | 1861 | 1866 | 1872 | 1876 | 1881 | 1886 | 1891 | 1896 |
| ---- | ---- | ---- | ---- | ---- | ---- | ---- | ---- | ---- |
| 578  | 556  | 546  | 528  | 600  | 716  | 713  | 695  | 714  |

| 1901 | 1906 | 1911 | 1921 | 1926 | 1931 | 1936 | 1946 | 1954  |
| ---- | ---- | ---- | ---- | ---- | ---- | ---- | ---- | ----- |
| 689  | 721  | 736  | 756  | 927  | 976  | 981  | 978  | 1 211 |

| 1962  | 1968  | 1975  | 1982  | 1990  | 1999  | 2006  | 2007  | 2012  |
| ----- | ----- | ----- | ----- | ----- | ----- | ----- | ----- | ----- |
| 1 607 | 1 859 | 2 421 | 2 446 | 2 491 | 2 458 | 2 439 | 2 444 | 2 667 |

| 2017  | 2022  | - | - | - | - | - | - | - |
| ----- | ----- | - | - | - | - | - | - | - |
| 2 761 | 2 606 | - | - | - | - | - | - | - |

Lors du premier recensement des personnes en 1793, la ville de Champlan comptait quatre cent quarante-et-un habitants. Il connut une croissance progressive et régulière jusqu’en 1856 où il atteint cinq cent soixante-dix-huit habitants avant un premier accident qui fit perdre en seize ans cinquante habitants pour retomber à cinq cent vingt huit en 1872, en partie à cause des pertes de la guerre de 1870 où le territoire fut occupé. Après cela, la population crut fortement, passant à sept cent seize champlanais en 1881 avant un nouvel accident en 1891 et une chute à six cent quatre-vingt-quinze personnes, pour remonter à sept cent quatorze en 1896 et rechuter à six cent quatre-vingt-neuf résidents en 1901. De cette date, la population réussit à croître sans cesse malgré les trente morts durant les conflits mondiaux, pour atteindre neuf cent quatre-vingt une personnes en 1936, mille deux cent onze en 1954, deux mille quatre-cent vingt-et-un en 1975 pour se stabiliser à deux mille quatre cent quarante-quatre lors du recensement partiel de 2007. En 1999, 8,7 % de la population champlanaise était d’origine étrangère et 11,1 % des foyers étaient composés de familles monoparentales.

#### Pyramide des âges
En 2018, le taux de personnes d'un âge inférieur à 30 ans s'élève à 39,4 %, soit en dessous de la moyenne départementale (39,9 %). De même, le taux de personnes d'âge supérieur à 60 ans est de 19,0 % la même année, alors qu'il est de 20,1 % au niveau départemental.
En 2018, la commune comptait 1 393 hommes pour 1 365 femmes, soit un taux de 50,51 % d'hommes, légèrement supérieur au taux départemental (48,98 %).
Les pyramides des âges de la commune et du département s'établissent comme suit.
| Hommes | Classe d’âge | Femmes |
| ------ | ------------ | ------ |
| 0,2    | 90 ou +      | 0,5    |
| 4,4    | 75-89 ans    | 6,4    |
| 12,4   | 60-74 ans    | 14,0   |
| 22,6   | 45-59 ans    | 23,3   |
| 17,9   | 30-44 ans    | 19,5   |
| 22,2   | 15-29 ans    | 17,6   |
| 20,4   | 0-14 ans     | 18,6   |

| Hommes | Classe d’âge | Femmes |
| ------ | ------------ | ------ |
| 0,5    | 90 ou +      | 1,4    |
| 5,4    | 75-89 ans    | 7,2    |
| 12,9   | 60-74 ans    | 13,9   |
| 20     | 45-59 ans    | 19,4   |
| 19,9   | 30-44 ans    | 20,1   |
| 20     | 15-29 ans    | 18,2   |
| 21,3   | 0-14 ans     | 19,8   |

### Enseignement
Champlan est rattachée à l’académie de Versailles. Elle dispose de l’école maternelle des Saules et de l’école primaire de la Butte. Au-delà, les élèves se rendent au collège Pablo Picasso qui se trouve à Saulx-les-Chartreux et aux lycées Jacques Prévert ou Jean Perrin de Longjumeau. Un centre de loisirs accueille les enfants durant les congés scolaires. Un espace jeunes accueille les adolescents.
Un centre de loisirs, propriété de la ville de Bagneux, est encore en activité.

### Santé
Le centre hospitalier de Longjumeau assure le traitement des urgences, il est complété par l’hôpital privé Jacques Cartier de Massy. Un médecin, un chirurgien-dentiste, une pharmacie sont installés sur la commune.

### Services publics
La commune ne dispose d’aucun service public sur son territoire. La sécurité est assurée par le centre de secours et poste de commandement de groupement et la gendarmerie de Palaiseau. Deux policiers municipaux participent à la surveillance des biens et personnes. L’organisation judiciaire française rattache la commune au tribunal d’instance et conseil de prud’hommes de Longjumeau et aux tribunaux de commerce et de grande instance d’Évry, tous rattachés à la cour d'appel de Paris.

### Culture
La commune dispose d’un conservatoire municipal de musique, elle est associée au théâtre de Longjumeau. Six associations participent à l’animation culturelle de la ville. Une salle polyvalente est à la disposition des Champlanais.

### Sports
La commune est équipée d’un complexe sportif, constitué d’un gymnase, d’un terrain de football et de cinq courts de Tennis. Onze associations organisent et enseignent les activités sportives.

### Lieux de culte

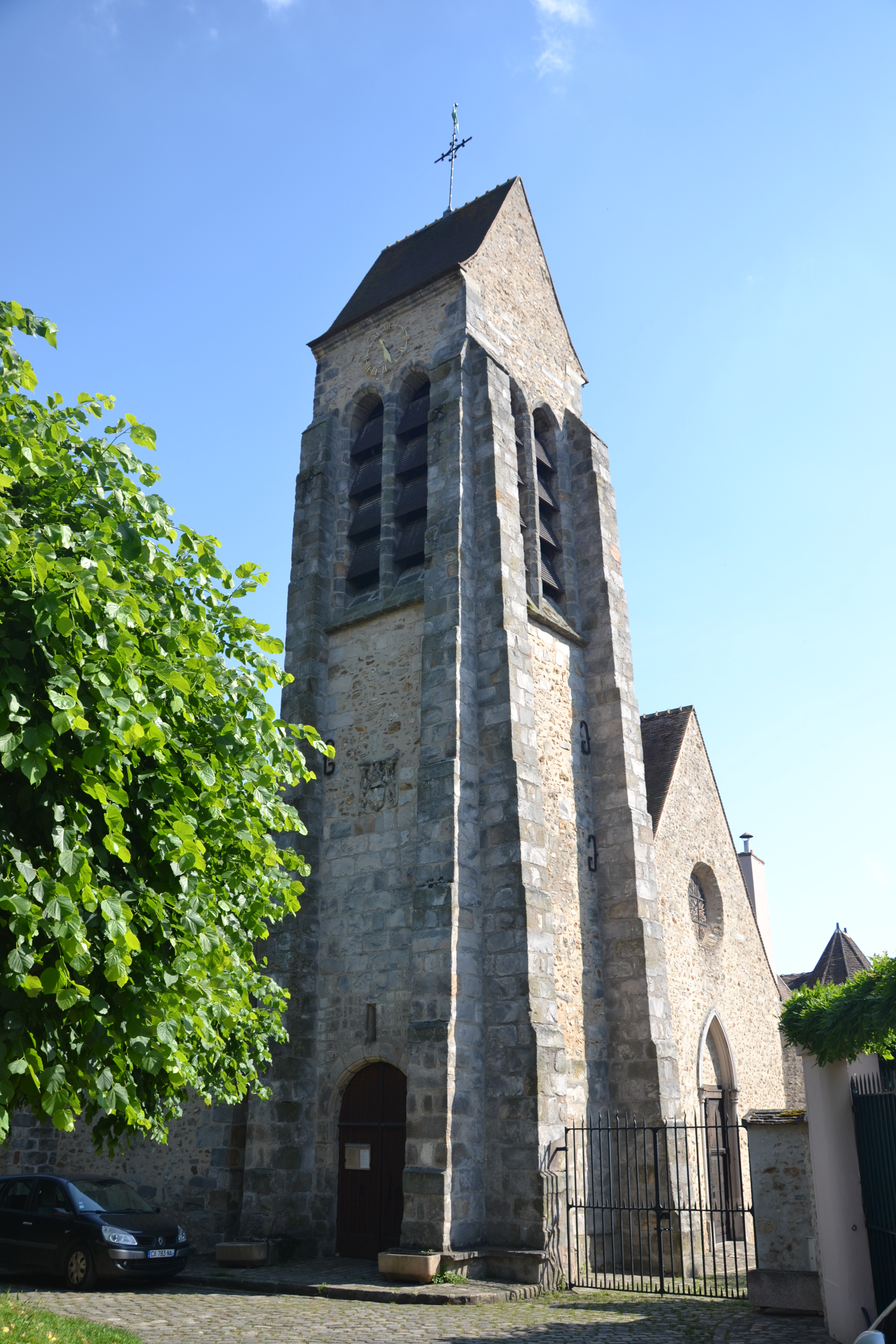
L’église Saint-Germain.

La paroisse catholique commune à Saulx-les-Chartreux dépend du diocèse d'Évry-Corbeil-Essonnes et du doyenné de Longjumeau. Elle dispose de l’église consacrée à l’évêque Germain d'Auxerre. La fête patronale se tient lors du week-end de Pentecôte, il s'agit de la Fête Champêtre.

### Médias
L’hebdomadaire Le Républicain diffuse une édition pour le Nord-Essonne qui traite en partie des informations du secteur. La chaîne de télévision régionale Télif, qui a repris les programmes de Téléssonne, diffuse des informations locales sur le réseau satellite et ADSL. S’ajoute la chaîne France 3 Paris Île-de-France Centre disponible dans tout le bassin parisien.

## Économie
En 1999, trente-deux entreprises ont été créées sur Champlan. Quatre zones industrielles sont implantées sur la commune, l’Orme Saint-Germain, les Pouards, les Clotais et le Chemin Blanc. Depuis novembre 2005, la commune est intégrée à l’Opération d'Intérêt National de Massy Palaiseau Saclay Versailles Saint-Quentin-en-Yvelines. L’horticulture et l’arboriculture sont encore importantes sur la commune.
L’environnement champlanais cumule, selon un article de L'Express, une somme de nuisances inégalées. Le territoire est survolé par le couloir aérien de l’aéroport Paris-Orly et des lignes à très haute tension, entouré par deux autoroutes et une route nationale et situé à proximité de deux incinérateurs de déchets. Ces risques cumulés ont entraîné le lancement d’une étude menée par l’Ademe sur la commune et ses habitants.

### Emplois, revenus et niveau de vie en 2006
La population active comptait en 1999 1 231 personnes, dont 8,9 % étaient au chômage, les actifs étant majoritairement des employés (34,3 %) ou des professions intermédiaires (26,6 %), les cadres ne représentant que 10,1 % et les agriculteurs 1,7 % avec vingt personnes encore en activité agricole sur la commune. En 2004, le revenu moyen par ménage s’élevait à 18 961 euros. En 2010, le revenu fiscal médian par ménage était de 39 461 €, ce qui plaçait Champlan au 2 774e rang parmi les 31 525 communes de plus de 39 ménages en métropole.
| Répartition des emplois par catégorie socioprofessionnelle en 2006. |              |                                           |                                                   |                            |                          |                           |
|                                                                     | Agriculteurs | Artisans, commerçants, chefs d’entreprise | Cadres et professions intellectuelles supérieures | Professions intermédiaires | Employés                 | Ouvriers                  |
| Champlan                                                            | 0,6 %        | 5,9 %                                     | 18,9 %                                            | 27,5 %                     | 18,2 %                   | 28,9 %                    |
| Zone d’emploi de Boulogne-Billancourt                               | 0,0 %        | 3,9 %                                     | 34,9 %                                            | 26,9 %                     | 23,8 %                   | 10,4 %                    |
| Moyenne nationale                                                   | 2,2 %        | 6,0 %                                     | 15,4 %                                            | 24,6 %                     | 28,7 %                   | 23,2 %                    |
| Répartition des emplois par secteur d'activité en 2006.             |              |                                           |                                                   |                            |                          |                           |
|                                                                     | Agriculture  | Industrie                                 | Construction                                      | Commerce                   | Services aux entreprises | Services aux particuliers |
| Champlan                                                            | 2,1 %        | 17,4 %                                    | 15,5 %                                            | 24,9 %                     | 17,5 %                   | 4,3 %                     |
| Zone d’emploi de Boulogne-Billancourt                               | 0,2 %        | 11,7 %                                    | 3,9 %                                             | 10,7 %                     | 29,8 %                   | 9,7 %                     |
| Moyenne nationale                                                   | 3,5 %        | 15,2 %                                    | 6,4 %                                             | 13,3 %                     | 13,3 %                   | 7,6 %                     |
| Sources : Insee                                                     |              |                                           |                                                   |                            |                          |                           |

## Culture locale et patrimoine

### Patrimoine environnemental

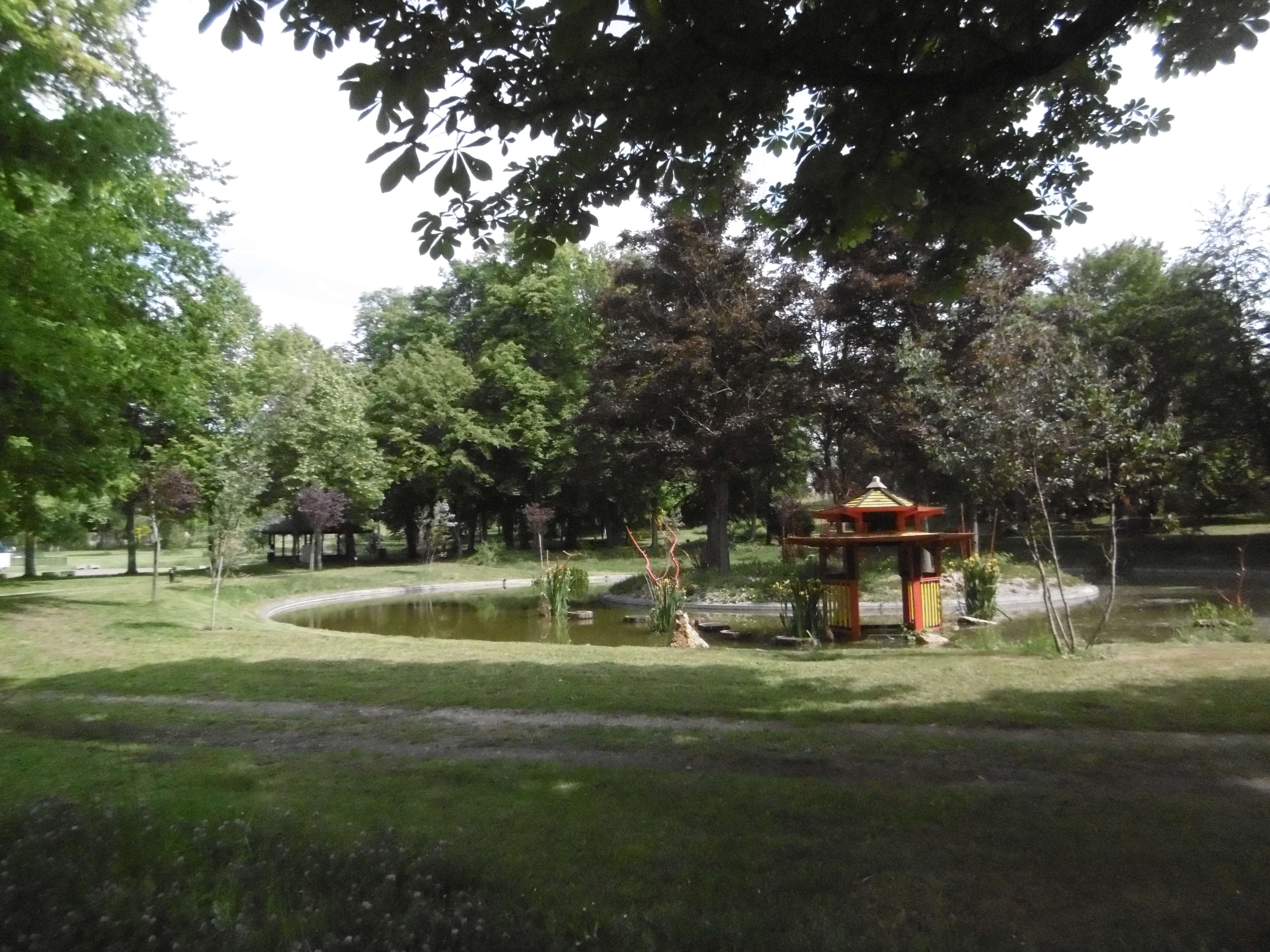
Le parc Gravelin.

Les bois au nord-ouest du territoire ont été recensés au titre des espaces naturels sensibles par le conseil général de l'Essonne.
Plus d’un tiers de l’espace de la commune était, en 1999, constitué de terrains ruraux, principalement au nord-est près de l’échangeur autoroutier et au sud-est de la commune au bord de la rivière.
Deux parcs communaux sont à la disposition de la population, la Butte Chaumont au nord-ouest qui occupe onze hectares et le parc de Gravelin au centre, face à l’église qui s’étend sur quatre hectares.
En outre, la commune est associée au « Triangle Vert des villes maraîchères du Hurepoix » qui vise à promouvoir une agriculture péri-urbaine économiquement viable et garantissant un développement durable.

### Patrimoine architectural
Aucune construction champlanaise n’est classée ou inscrite aux monuments historiques. La commune accueille cependant un certain nombre de bâtiments remarquables.
L’église de la ville, dont les fondations datent du XIIe siècle a été reconstruite au XIIIe siècle et agrandie au XVIIIe siècle. Elle est agrémentée d’un autel en bois, d’une chaire, d’un confessionnal et de stalles du XVIIIe siècle. À proximité de l’église subsiste le manoir des religieux de Longpont qui fut bâti au XIVe siècle.
Plusieurs demeures sont encore présentes à Champlan, dont la Demeure Chamillart-Gravelin du XVIe siècle, la Demeure Brunet-Debladis du XVIIe siècle, la Demeure Broyde. S’ajoutent la propriété Boyer du XVIIIe siècle et les dépendances de la propriété Gravelin.
Le lavoir du XIXe siècle et la mairie complètent le patrimoine architectural.
En 2011 la municipalité achète le Moulin de la Bretèche (propriété de la ville de Bagneux) pour un peu plus de 900 000 € ; prévu à l'origine pour les associations, il fait actuellement l'objet d'études en vue de sa transformation en équipement culturel (médiathèque, ludothèque, salle de conférence).

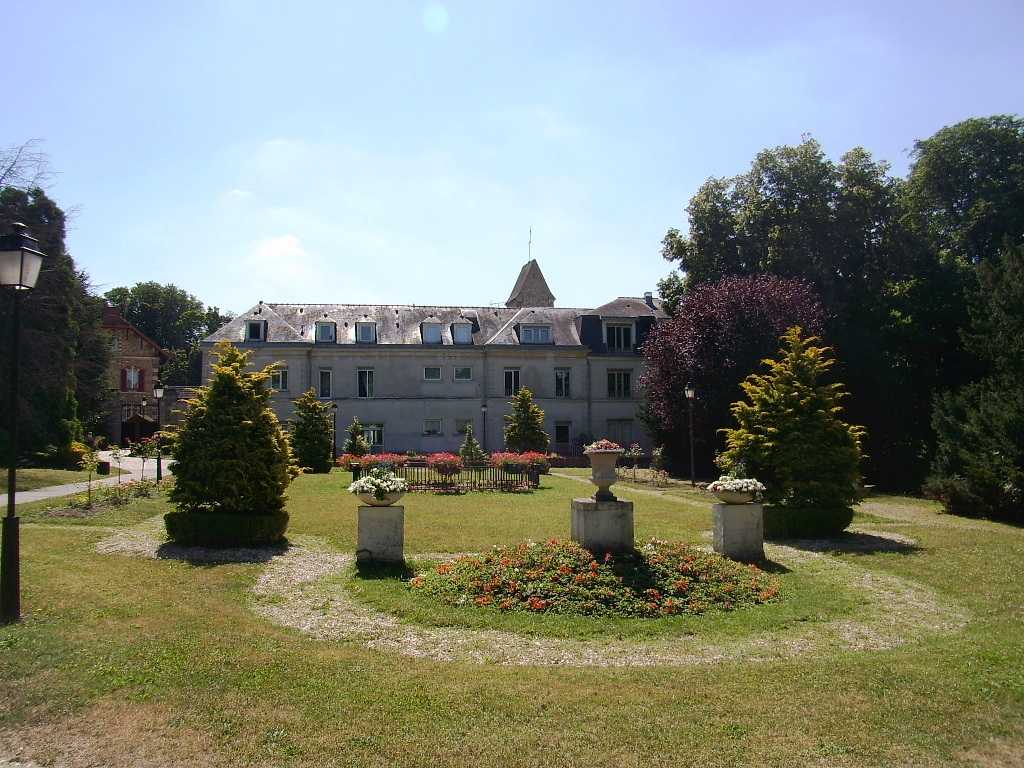
La demeure Chamillart-Gravelin.
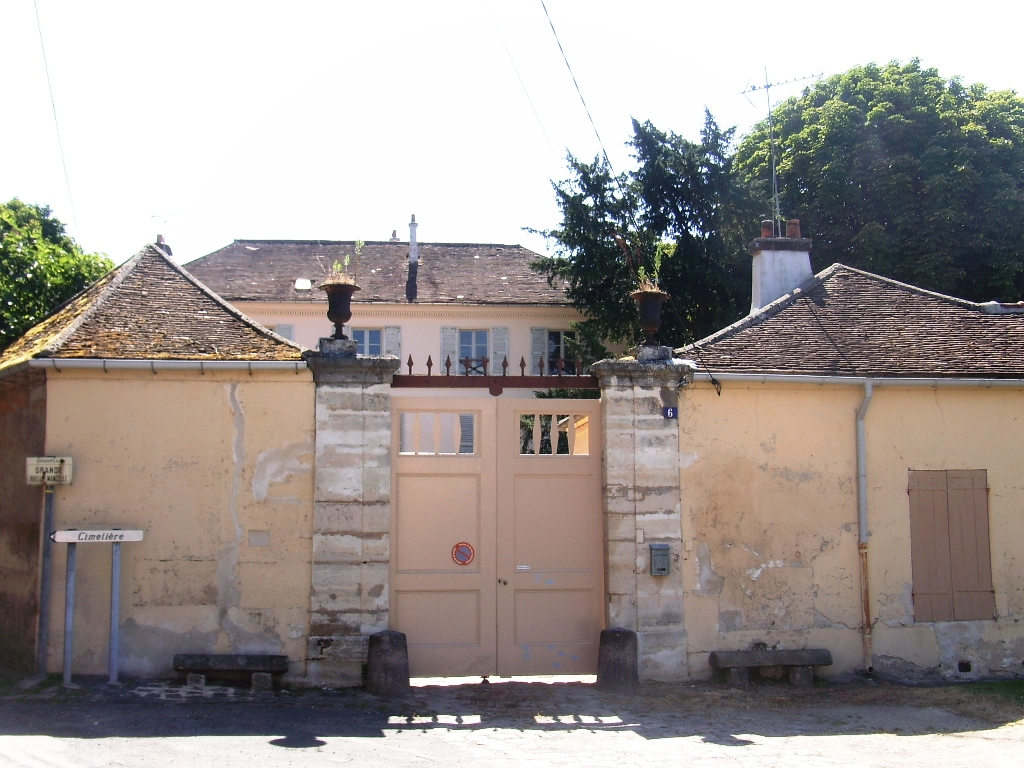
Portail de la demeure Brunet-Debladis.

### Personnalités liées à la commune
- Michel Chamillart (1652-1721), homme politique, y vécut.
- Louise-Anne de Bourbon-Condé dite Mademoiselle de Sens (1695-1758) fut dame de Champlan.
- Louis V Joseph de Bourbon-Condé (1736-1818) fut seigneur de Champlan.
- Sophie Cottin (1773-1807), écrivaine, y vécut.
- Auguste Bigand (1803-1876), artiste-peintre, y est né.
- Catherine Louveau (1950-), sociologue et universitaire française, y est née.
- Christophe Sirchis (1957-), musicien et réalisateur, y est né.

### Héraldique
| Blason de Champlan | Blason  | De gueules à la croix d'argent chargée de cinq coquilles en ombre de sable; au chef ondé d'or. Ornements extérieursLes ornements extérieurs sont Écu surmonté d’un casque à lambrequin avec deux génies ailés en soutien. |
| Blason de Champlan | Détails | Le blason de la commune est celui de la famille de Harville, seigneurs du lieu de 1597 à 1701. Le statut officiel du blason reste à déterminer.                                                                           |

### Arts et culture
- Un diable est sculpté dans le pilier soutenant la chaire, seul reste de l’église du XIIe siècle.
- Les champlanais porte le surnom de « mangeux d’ânes ». L’âne ou le mulet sont considérés par les anciens comme l’animal mascotte de la ville.
- Champlan est un nom couramment utilisé pour désigner des lieux-dits. C’est ainsi un hameau du village de Pruno en Haute-Corse, de la commune de Grimisuat en Suisse, des communes de Chambave, Aymavilles et Ayas en Italie.
- Champlan, et plus précisément le lieu-dit des Champarts a servi de lieu de tournage du film de Robert Enrico Les Aventuriers sorti en 1967[117].